# Amphilius brevis
Amphilius brevis е вид лъчеперка от семейство Amphiliidae. Видът е незастрашен от изчезване.

## Разпространение
Разпространен е в Демократична република Конго.